# Yeşilyurt, Şebinkarahisar
Yeşilyurt là một xã thuộc huyện Şebinkarahisar, tỉnh Giresun, Thổ Nhĩ Kỳ. Dân số thời điểm năm 2011 là 178 người.